# Atletica leggera ai XVII Giochi paralimpici estivi - 200 metri piani T37 femminili
Ai XVII Giochi paralimpici estivi la competizione dei 200 metri piani femminili T37 si è svolta il 30 agosto 2024 presso lo Stade de France di Parigi.

## Situazione pre-gara

### Record
Prima di questa competizione, il record del mondo, il record paralimpico e i record continentali erano i seguenti.
| Record              | Prestazione | Atleta                           | Data e luogo                      | Competizione                         |
| ------------------- | ----------- | -------------------------------- | --------------------------------- | ------------------------------------ |
| Record mondiale     | 25"75       | Wen Xiaoyan Cina                 | 25 maggio 2024 Kōbe, Giappone     | Campionati mondiali paralimpici 2024 |
| Record paralimpico  | 26"58       | Wen Xiaoyan Cina                 | 27 agosto 2021 Tokyo, Giappone    | XVI Giochi paralimpici estivi        |
| Record africano     | 27"57       | Sheryl James Sudafrica           | 7 agosto 2021 Tokyo, Giappone     | XVI Giochi paralimpici estivi        |
| Record panamericano | 26"42       | Karen Palomeque Colombia         | 17 luglio 2023 Parigi, Francia    | Campionati mondiali paralimpici 2023 |
| Record asiatico     | 25"75       | Wen Xiaoyan Cina                 | 25 maggio 2024 Kōbe, Giappone     | Campionati mondiali paralimpici 2024 |
| Record europeo      | 27"21       | Georgina Hermitage Gran Bretagna | 14 giugno 2016 Grosseto, Italia   | Campionati europei paralimpici 2016  |
| Record oceaniano    | 28"42       | Lisa McIntosh Australia          | 27 ottobre 2000 Sydney, Australia | XI Giochi paralimpici estivi         |

### Campionesse in carica
Le campionesse in carica a livello mondiale erano le seguenti.
| Campione    | Atleta           | Prestazione | Data e luogo                   | Competizione                         |
| ----------- | ---------------- | ----------- | ------------------------------ | ------------------------------------ |
| Paralimpico | Wen Xiaoyan Cina | 26"58       | 27 agosto 2021 Tokyo, Giappone | XVI Giochi paralimpici estivi        |
| Mondiale    | Wen Xiaoyan Cina | 25"75       | 25 maggio 2024 Kōbe, Giappone  | Campionati mondiali paralimpici 2024 |

### La stagione
Prima di questa gara, le atlete con le migliori tre prestazioni mondiali dell'anno erano:
| Pos. | Atleta                     | Prestazione | Data e luogo                  |
| ---- | -------------------------- | ----------- | ----------------------------- |
| 1    | Wen Xiaoyan Cina           | 25"75       | 25 maggio 2024 Kōbe, Giappone |
| 2    | Taylor Swanson Stati Uniti | 26"89       | 25 maggio 2024 Kōbe, Giappone |
| 3    | Jiang Fenfen Cina          | 27"02       | 25 maggio 2024 Kōbe, Giappone |